# Trikalastadion
Het Trikalastadion (Grieks: Δημοτικό Στάδιο Τρικάλων) is een multifunctioneel stadion in Trikala, een stad in Griekenland. 
Het stadion wordt vooral gebruikt voor voetbalwedstrijden, de voetbalclub AO Trikala maakt gebruik van dit stadion. In het stadion is plaats voor 15.000 toeschouwers. Het recordaantal toeschouwers was aanwezig tijdens een wedstrijd tussen FC Trikala en Panathinaikos. Die wedstrijd was in 1972 en er waren 18.231 mensen aanwezig.